# Вінценц Феррер Клун
Вінценц Феррер Клун (нім. Vinzenz Ferrer Klun)(13 квітня 1823 , Любляна, Крайнинське герцогство  — 15 липня 1875 , Карлові Вари ) — словенський і австрійський географ, історик, статистик, культурний, громадський, державний і політичний діяч, публіцист.
Випускник Падуанського університету. Чиновник міністерства торгівлі у Відні. Депутат ланд- і райхстагу (з 1867 р.). Приват-доцент Віденського університету. Його монографію «Статистика Австро-Угорщини» (Відень, 1876) видано посмертно.
Вибрані твори: Statistik von Oesterreich-Ungarn. — Wien, 1876.